# ويليام إي. تود
ويليام إي. تود (بالإنجليزية: William E. Todd)‏ هو دبلوماسي أمريكي، ولد في 1962.